# Classe Tridente
A classe Tridente é uma classe de submarino da Marinha de Guerra Portuguesa. O tipo é designado oficialmente por U-209PN pelo fabricante. Em ante-projecto, era designado SS PO 2000 pela Marinha de Guerra Portuguesa.
O tipo U-209PN, é específico para a Marinha de Guerra Portuguesa, baseado não no tipo 209 como o nome faria supor, mas nos U-214 projectados e fabricados pela empresa alemã Howaldtswerke Deutsche Werft GmbH (HDW). Apesar de pouco terem a ver com a mais antiga classe U-209, foi dada à classe portuguesa a designação U-209PN, para poder competir no concurso de aquisição.
Na Marinha de Guerra Portuguesa, estes submarinos substituíram as unidades da classe Albacora, em serviço desde o final da década de 1960, formando a 5ª esquadrilha de submarinos do país, desde a entrada ao serviço do NRP Espadarte em 1913. A classe Tridente irá permitir à Marinha de Guerra Portuguesa a manutenção da capacidade de combate de sub-superfície - sendo uma das marinhas do mundo a manter há mais tempo essa capacidade.
A aquisição destes submarinos foi alvo de alguma polémica, sobretudo motivada pelo elevado custo deste tipo de sistemas de armas, isto apesar do custo de aquisição, em regime de ALD, para Portugal ter sido relativamente baixo, quando comparado com outras aquisições similares no estrangeiro, como por exemplo a da Marinha Grega, que pagou 20% mais pelos seus submarinos.
Cada um das duas unidades em construção foi baptizada com a designação de um tipo de arma de caça submarina, não continuando a tradição da Marinha de Guerra Portuguesa de baptizar os seus submarinos com nomes de seres marinhos.

## Concurso público e corrupção
Em 1998-01-08, o XIII Governo Constitucional de Portugal publicou a resolução do conselho de ministros n.º14/98, onde é aprovado o programa de aquisição de submarinos para a Marinha Portuguesa. O objectivo do programa consistia em adquirir "três submarinos diesel eléctricos, completos, novos ou usados, prontos a operar".  A aquisição poderia contemplar quatro unidades, de acordo com condições definidas pelo Ministro da Defesa Nacional.
Aquando da investigação do caso Portucale foram detectados indícios de crime, cuja investigação deu origem ao caso dos submarinos e o caso das contrapartidas dos submarinos.

## Unidades
| Indicativo visual | Nome            | Comissão | Observações |
| ----------------- | --------------- | -------- | ----------- |
| S 160             | N.R.P. Tridente | 2009 -   | Entregue    |
| S 161             | N.R.P. Arpão    | 2010 -   | Entregue    |

## Galeria de imagens

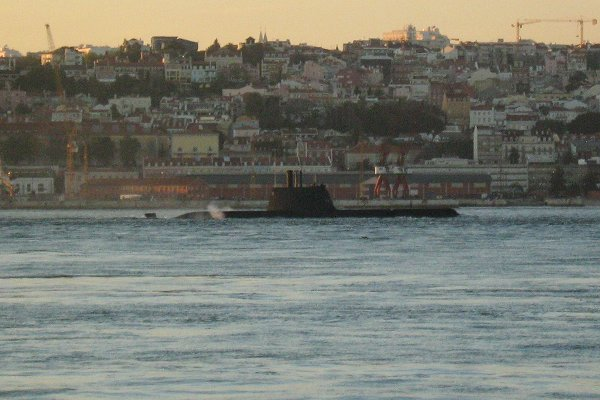
Submarino da classe Tridente no rio Tejo